# Campionato danese di football americano
Il campionato danese di football americano è una competizione che riunisce l'élite dei club danesi di football americano dal 1988. L'organizzatore del campionato e delle squadre nazionali è la Federazione danese di Football Americano (DAFF).
Questa competizione si disputa con una stagione regolare con girone all'italiana, seguita dai play-off con una finale soprannominata Mermaid Bowl.

## Formato
Il campionato attuale è diviso in tre categorie: la Nationalligaen, la 1. division e la Danmarksserien.
Il gioco si svolge con le regole della DAFF che si basano sul regolamento della NCAA.

## Stagione 2019
| Nationalligaen - AaB 89ers - Aarhus Tigers - Copenhagen Towers - Frederikssund Oaks - Odense Badgers - Søllerød Gold Diggers - Triangle Razorbacks |  | 1. division - Amager Demons - Copenhagen Tomahawks - Esbjerg Hurricanes - Herlev Rebels - Kristianstad Predators - Kronborg Knights - Midwest Musketeers - Ørestaden Spartans |  | Danmarksserien - Aarhus Tigers II - Avedøre Monarchs - Herning Hawks - Holstebro Dragons/ AaB 89ers II - Horsens Stallions - Køge Marines - Middelfart Stingers/ Kolding Guardians - Næstved Vikings - Randers Rednex - Slagelse Wolfpack - Svendborg Admirals - Triangle Razorbacks II - Ytown Rockets/ Rønne Bears |

## Finali

### Campionato danese di football americano/Nationalligaen
| Data                | Mermaid Bowl          | Vincitore             | Punteggio | Finalista             |
| ------------------- | --------------------- | --------------------- | --------- | --------------------- |
| 1988                | DM                    | Copenhagen Vikings    | 33-6      | Odense Swans          |
| 1989                | Mermaid Bowl I        | Copenhagen Vikings    | 17-13     | Odense Swans          |
| 1990                | Mermaid Bowl II       | Herning Hawks         | 20-14     | Odense Swans          |
| 1991                | Mermaid Bowl III      | Aarhus Tigers         | 27-0      | Odense Swans          |
| 1992                | Mermaid Bowl IV       | Copenhagen Towers     | 78-50     | Herning Hawks         |
| 1993                | Mermaid Bowl V        | Copenhagen Towers     | 48-33     | Odense Swans          |
| 1994                | Mermaid Bowl VI       | Copenhagen Towers     | 46-7      | Herning Hawks         |
| 1995                | Mermaid Bowl VII      | Copenhagen Towers     | 35-20     | Aarhus Tigers         |
| 1996                | Mermaid Bowl VIII     | Roskilde Kings        | 62-48     | Copenhagen Towers     |
| 1997                | Mermaid Bowl IX       | Roskilde Kings        | 56-37     | Kronborg Knights      |
| 1998                | Mermaid Bowl X        | Aarhus Tigers         | 48-20     | Kronborg Knights      |
| 1999 (3 luglio)     | Mermaid Bowl XI       | Aarhus Tigers         | 28-0      | Kronborg Knights      |
| 2000                | Mermaid Bowl XII      | Aarhus Tigers         | 49-6      | Roskilde Kings        |
| 2001                | Mermaid Bowl XIII     | Roskilde Kings        | 17-10     | Greve Monarchs        |
| 2002                | Mermaid Bowl XIV      | Avedøre Monarchs      | 27-25     | Roskilde Kings        |
| 2003                | Mermaid Bowl XV       | Avedøre Monarchs      | 28-14     | Roskilde Kings        |
| 2004                | Mermaid Bowl XVI      | Avedøre Monarchs      | 41-12     | Herning Hawks         |
| 2005                | Mermaid Bowl XVII     | Roskilde Kings        | 23-6      | Kronborg Knights      |
| 2006                | Mermaid Bowl XVIII    | Triangle Razorbacks   | 21-16     | Kronborg Knights      |
| 2007                | Mermaid Bowl XIX      | Triangle Razorbacks   | 32-20     | Avedøre Monarchs      |
| 2008                | Mermaid Bowl XX       | Triangle Razorbacks   | 55-24     | Søllerød Gold Diggers |
| 2009                | Mermaid Bowl XXI      | Søllerød Gold Diggers | 10-0      | Triangle Razorbacks   |
| 2010                | Mermaid Bowl XXII     | Søllerød Gold Diggers | 13-0      | Triangle Razorbacks   |
| 2011                | Mermaid Bowl XXIII    | Triangle Razorbacks   | 35-31     | Søllerød Gold Diggers |
| 2012 (6 ottobre)    | Mermaid Bowl XXIV     | Triangle Razorbacks   | 34-29     | Søllerød Gold Diggers |
| 2013 (12 ottobre)   | Mermaid Bowl XXV      | Copenhagen Towers     | 28-21     | Triangle Razorbacks   |
| 2014 (11 ottobre)   | Mermaid Bowl XXVI     | Copenhagen Towers     | 26-3      | Aarhus Tigers         |
| 2015 (10 ottobre)   | Mermaid Bowl XXVII    | Triangle Razorbacks   | 21-17     | Søllerød Gold Diggers |
| 2016 (8 ottobre)    | Mermaid Bowl XXVIII   | Triangle Razorbacks   | 22-18     | Copenhagen Towers     |
| 2017 (7 ottobre)    | Mermaid Bowl XXIX     | Copenhagen Towers     | 20-7      | Søllerød Gold Diggers |
| 2018 (13 ottobre)   | Mermaid Bowl XXX      | Copenhagen Towers     | 23-22     | Triangle Razorbacks   |
| 2019 (5 ottobre)    | Mermaid Bowl XXXI     | Triangle Razorbacks   | 20-14     | Copenhagen Towers     |
| 2020                | Campionato interrotto |                       |           |                       |
| 2021 (9 ottobre)    | Mermaid Bowl XXXII    | Copenhagen Towers     | 24-7      | Søllerød Gold Diggers |
| 2022 (24 settembre) | Mermaid Bowl XXXIII   | Copenhagen Towers     | 32-17     | Søllerød Gold Diggers |
| 2023 (7 ottobre)    | Mermaid Bowl XXXIV    | Copenhagen Towers     | 50-36     | Søllerød Gold Diggers |

### Danmarksserien Kvinder
| Data | Mermaid Bowl | Vincitore            | Punteggio             | Finalista             |
| ---- | ------------ | -------------------- | --------------------- | --------------------- |
| 2022 |              | Copenhagen Tomahawks | Vincitrici del girone | Vincitrici del girone |

### Secondo livello

#### Titolo
| Data                | Finale | Vincitore                              | Punteggio                  | Finalista                         |
| ------------------- | ------ | -------------------------------------- | -------------------------- | --------------------------------- |
| 1992                |        | ?                                      | ?-?                        | ?                                 |
| 1993                |        | ?                                      | ?-?                        | ?                                 |
| 1994                |        | Aarhus Tigers                          | 20-0                       | Template:Football Fredericia Jets |
| 1995                |        | ?                                      | ?-?                        | ?                                 |
| 1996                |        | ?                                      | ?-?                        | ?                                 |
| 1997                |        | ?                                      | ?-?                        | ?                                 |
| 1998                |        | ?                                      | ?-?                        | ?                                 |
| 1999                |        | ?                                      | ?-?                        | ?                                 |
| 2000                |        | ?                                      | ?-?                        | ?                                 |
| 2001                |        | ?                                      | ?-?                        | ?                                 |
| 2002                |        | Frederikssund Oaks                     | ?-?                        | ?                                 |
| 2003                |        | ?                                      | ?-?                        | ?                                 |
| 2004                |        | Triangle Razorbacks                    | ?-?                        | Aarhus Tigers                     |
| 2005                |        | Aarhus Tigers                          | ?-?                        | Horsens Stallions                 |
| 2006                |        | Aarhus Tigers                          | ?-?                        | Horsens Stallions                 |
| 2007                |        | ?                                      | ?-?                        | ?                                 |
| 2008                |        | Horsens Stallions/ Slagelse Wolfpack   | Vincitori dei gironi       | Vincitori dei gironi              |
| 2009                |        | AaB 89ers                              | ?-?                        | Amager Demons                     |
| 2010                |        | Amager Demons                          | ?-?                        | Aarhus Tigers                     |
| 2011                |        | Copenhagen Tomahawks/?                 | Vincitori delle semifinali | Vincitori delle semifinali        |
| 2012                |        | Horsens Stallions/ Middelfart Stingers | Vincitori delle semifinali | Vincitori delle semifinali        |
| 2013                |        | Herning Hawks/ Holbæk Red Devils       | Vincitori delle semifinali | Vincitori delle semifinali        |
| 2014                |        | Kolding Guardians                      | Vincitori del girone       | Vincitori del girone              |
| 2015                |        | Copenhagen Tomahawks                   | Vincitori del girone       | Vincitori del girone              |
| 2016                |        | Copenhagen Tomahawks                   | Vincitori del girone       | Vincitori del girone              |
| 2017                |        | Frederikssund Oaks                     | Vincitori del girone       | Vincitori del girone              |
| 2018                |        | Odense Badgers                         | Vincitori del girone       | Vincitori del girone              |
| 2019 (29 settembre) |        | Esbjerg Hurricanes                     | 6-0                        | Ørestaden Spartans                |
| 2020                |        | Campionato interrotto                  |                            |                                   |
| 2021 (10 ottobre)   |        | Aarhus Tigers                          | 58-14                      | Herlev Rebels                     |
| 2022 (25 settembre) |        | Aarhus Tigers                          | 50-21                      | Herlev Rebels                     |
| 2023 (8 ottobre)    |        | Herlev Rebels                          | 28-27                      | Frederikssund Oaks                |

#### Bowl "basso"
| Data                | Finale | Vincitore            | Punteggio | Finalista        |
| ------------------- | ------ | -------------------- | --------- | ---------------- |
| 2019 (29 settembre) |        | Copenhagen Tomahawks | 20-2      | Kronborg Knights |

### Terzo livello
| Data             | Finale            | Vincitore                                | Punteggio                  | Finalista                  |
| ---------------- | ----------------- | ---------------------------------------- | -------------------------- | -------------------------- |
| 1992             |                   | ?                                        | ?-?                        | ?                          |
| 1993             |                   | ?                                        | ?-?                        | ?                          |
| 1994             |                   | ?                                        | ?-?                        | ?                          |
| 1995             |                   | ?                                        | ?-?                        | ?                          |
| 1996             |                   | ?                                        | ?-?                        | ?                          |
| 1997             |                   | ?                                        | 50-0                       | Frederikssund Oaks         |
| 1998             |                   | Esbjerg Hurricanes                       | ?-?                        | Frederikssund Oaks         |
| 1999             |                   | ?                                        | ?-?                        | ?                          |
| 2000             |                   | ?                                        | ?-?                        | ?                          |
| 2001             |                   | ?                                        | ?-?                        | ?                          |
| 2002             |                   | ?                                        | ?-?                        | ?                          |
| 2003             |                   | ?                                        | ?-?                        | ?                          |
| 2004             |                   | ?                                        | ?-?                        | ?                          |
| 2005             |                   | Amager Demons                            | ?-?                        | M.O.T. Maniacs             |
| 2006             |                   | Copenhagen Tomahawks                     | Vincitori del girone       | Vincitori del girone       |
| 2007             |                   | ?                                        | ?-?                        | ?                          |
| 2008             |                   | ?                                        | ?-?                        | ?                          |
| 2009             |                   | ?                                        | ?-?                        | ?                          |
| 2010             |                   | ?                                        | ?-?                        | ?                          |
| 2011             |                   | ?                                        | ?-?                        | ?                          |
| 2012             |                   | Non disputata                            | Non disputata              | Non disputata              |
| 2013             |                   | Non disputata                            | Non disputata              | Non disputata              |
| 2014             |                   | Svendborg Admirals/ Copenhagen Tomahawks | Vincitori dei gironi       | Vincitori dei gironi       |
| 2015             |                   | Holstebro Dragons/ Køge Marines          | Vincitori delle semifinali | Vincitori delle semifinali |
| 2016             |                   | Frederikssund Oaks/ Odense Thrashers     | Vincitori delle semifinali | Vincitori delle semifinali |
| 2017             |                   | Kronborg Knights                         | Vincitori del girone       | Vincitori del girone       |
| 2018 (7 ottobre) | 2. divisions Bowl | Ørestaden Spartans                       | 36-0                       | Herlev Rebels              |

### Danmarksserien

#### Elming Bowl
| Data                | Finale                | Vincitore                    | Punteggio | Finalista              |
| ------------------- | --------------------- | ---------------------------- | --------- | ---------------------- |
| 1992                | Elming Bowl I         | ?                            | ?-?       | ?                      |
| 1993                | Elming Bowl II        | ?                            | ?-?       | ?                      |
| 1994                | Elming Bowl III       | ?                            | ?-?       | ?                      |
| 1995                | Elming Bowl IV        | ?                            | ?-?       | ?                      |
| 1996                | Elming Bowl V         | ?                            | ?-?       | ?                      |
| 1997                | Elming Bowl VI        | ?                            | ?-?       | ?                      |
| 1998                | Elming Bowl VII       | ?                            | ?-?       | ?                      |
| 1999                | Elming Bowl VIII      | Copenhagen Towers            | ?-?       | Frederikssund Oaks     |
| 2000                | Elming Bowl IX        | ?                            | ?-?       | ?                      |
| 2001                | Elming Bowl X         | ?                            | ?-?       | ?                      |
| 2002                | Elming Bowl XI        | ?                            | ?-?       | ?                      |
| 2003                | Elming Bowl XII       | ?                            | ?-?       | ?                      |
| 2004                | Elming Bowl XIII      | ?                            | ?-?       | ?                      |
| 2005                | Elming Bowl XIV       | ?                            | ?-?       | ?                      |
| 2006                | Elming Bowl XV        | ?                            | ?-?       | ?                      |
| 2007                | Elming Bowl XVI       | Herning Hawks                | ?-?       | ?                      |
| 2008                | Elming Bowl XVII      | ?                            | ?-?       | ?                      |
| 2009                | Elming Bowl XVIII     | ?                            | ?-?       | ?                      |
| 2010                | Elming Bowl XIX       | Thisted Brewers              | ?-?       | Roskilde Kings         |
| 2011                | Elming Bowl XX        | Roskilde Kings               | 18-6      | Svendborg Admirals     |
| 2012 (29 settembre) | Elming Bowl XXI       | Køge Marines                 | 58-36     | Næstved Vikings        |
| 2013 (5 ottobre)    | Elming Bowl XXII      | Thisted Brewers              | 28-14     | USG Cougars            |
| 2014 (4 ottobre)    | Elming Bowl XXIII     | Køge Marines                 | 58-50     | Middelfart Stingers    |
| 2015 (4 ottobre)    | Elming Bowl XXIV      | Slagelse Wolfpack            | 33-22     | Frederikssund Oaks     |
| 2016 (1º ottobre)   | Elming Bowl XXV       | Køge Marines                 | 38-14     | Næstved Vikings        |
| 2017 (30 settembre) | Elming Bowl XXVI      | Næstved Vikings              | 20-0      | Herning Hawks          |
| 2018 (6 ottobre)    | Elming Bowl XXVII     | Kolding Guardians            | 26-8      | Triangle Razorbacks II |
| 2019 (28 settembre) | Elming Bowl XXVIII    | Avedøre Monarchs             | 54-14     | Randers Rednex         |
| 2020                | Campionato interrotto |                              |           |                        |
| 2021 (25 settembre) | Elming Bowl XXIX      | Næstved Vikings/ Rønne Bears | 42-34     | Triangle Razorbacks II |
| 2022 (25 settembre) | Elming Bowl XXX       | Avedøre Monarchs             | 48-46     | Esbjerg Hurricanes     |
| 2023 (1º ottobre)   | Elming Bowl XXXI      | Avedøre Monarchs             | 52-0      | Randers Rednex         |

#### Placerings Bowl
| Data                | Finale             | Vincitore                  | Punteggio | Finalista                         |
| ------------------- | ------------------ | -------------------------- | --------- | --------------------------------- |
| 2018 (6 ottobre)    | Placerings Bowl I  | Midwest Musketeers         | 58-18     | Holstebro Dragons/ Skjern Trojans |
| 2019 (29 settembre) | Placerings Bowl II | Ytown Rockets/ Rønne Bears | 32-18     | Svendborg Admirals                |

### Coppa
| Data | Finale | Vincitore     | Punteggio | Finalista      |
| ---- | ------ | ------------- | --------- | -------------- |
| 1995 |        | Aarhus Tigers | 32-2      | Herlev Rebels  |
| 1996 |        | Aarhus Tigers | 42-20     | Roskilde Kings |
| 1997 |        | Aarhus Tigers | ?-?       | ?              |

## Squadre per numero di campionati vinti
Le tabelle seguenti mostrano le squadre ordinate per numero di campionati vinti nelle diverse leghe.

### Nationalligaen
|    | Squadra               | Anni                                                             |
| -- | --------------------- | ---------------------------------------------------------------- |
| 11 | Copenhagen Towers     | 1992, 1993, 1994, 1995, 2013, 2014, 2017, 2018, 2021, 2022, 2023 |
| 8  | Triangle Razorbacks   | 2006, 2007, 2008, 2011, 2012, 2015, 2016, 2019                   |
| 4  | Roskilde Kings        | 1996, 1997, 2001, 2005                                           |
| 4  | Aarhus Tigers         | 1991, 1998, 1999, 2000                                           |
| 3  | Avedøre Monarchs      | 2002, 2003, 2004                                                 |
| 2  | Søllerød Gold Diggers | 2009, 2010                                                       |
| 2  | Copenhagen Vikings    | 1988, 1989                                                       |
| 1  | Herning Hawks         | 1990                                                             |

### Danmarksserien Kvinder
|   | Squadra              | Anni |
| - | -------------------- | ---- |
| 1 | Copenhagen Tomahawks | 2022 |